# Chlorochlamys deprivata
Chlorochlamys deprivata är en fjärilsart som beskrevs av Walker 1863. Chlorochlamys deprivata ingår i släktet Chlorochlamys och familjen mätare. Inga underarter finns listade i Catalogue of Life.